# 96257 Roberto
96257 Roberto este o planetă minoră (asteroid) din centura de asteroizi. A fost descoperită pe 3 mai 1995 la Observatorul La Silla de . 
Obiectul prezintă o orbită caracterizată de o semiaxă mare de 2,4022300712398 UAi, o excentricitate de 0,054912704916474, o înclinație de 5,8461322220588 ° în raport cu ecliptica.